# ウシュコフスキー山
ウシュコフスキー山（ロシア語: Ушковский, Ushkovsky）は、ロシアのカムチャツカ半島中央部にある大規模な火山山塊。クリュチェフスカヤ火山群の北西の端に位置し、鎖状に火山が連なっている。最高峰は標高4,108メートルのクレストフスキー山（Krestovsky, 成層火山）である。
かつてはプロスキー山 (Plosky) と呼ばれた。